# Maria Ribot Gasull
Maria Ribot Gasull (Palafrugell, Baix Empordà, 1925 - 1992) va ser una pintora i gravadora catalana. Havia rebut classes de dibuix del mestre Lluís Medir Jofra. Va desenvolupar l'activitat artística al marge de l'activat professional al taller tèxtil familiar. La seva obra inclou dibuixos a tinta, aquarel·les i gravats, on reprodueix els paisatges i personatges de Palafrugell i l'Empordanet.
Algunes d'aquestes obres van ser reproduïdes a la Revista de Palafrugell, altres publicacions locals i en calendaris del suro, per les quals fou coneguda pels seus convilatants. A primers dels noranta, va il·lustrar el volum 2 de La cuina de l'Empordanet, d'Edicions Baix Empordà. També va participar en exposicions col·lectives, però bona part de la seva obra resta encara inèdita. Va practicar també la fotografia i l'escriptura. S'han localitzat col·laboracions literàries de Maria Ribot a la revista Canigó. Revista literària cultural deportiva (Figueres) entre els anys 1954 i 1956.
El seu fons documental es conserva a l'Arxiu Municipal de Palafrugell. El 2008, el número 6 la col·lecció local Galeria de personatges es va dedicar a la seva figura.